# 4096 Kushiro
4096 Kushiro è un asteroide della fascia principale. Scoperto nel 1987, presenta un'orbita caratterizzata da un semiasse maggiore pari a 2,8108235 UA e da un'eccentricità di 0,1510722, inclinata di 9,08556° rispetto all'eclittica.
L'asteroide è dedicato all'omonima città giapponese nella prefettura di Hokkaidō.